# Stazione di Porta Maggiore
La stazione di Porta Maggiore è una fermata ferroviaria posta lungo la ferrovia Roma-Giardinetti. In passato assunse un ruolo di maggiore importanza per la linea in quanto punto di diramazione per il raccordo per lo scalo di SFV San Lorenzo che permetteva un passaggio delle merci dalla linea alla rete nazionale FS attraverso lo scalo FS di Roma San Lorenzo.

## Storia
Secondo il progetto di massima del 1907, all'esterno della località di Porta Maggiore, nei pressi della stazione FS di Roma Porta Maggiore era prevista sin dagli inizi una stazione ferroviaria capolinea di tutte le relazioni, tranne quelle a lunga percorrenza inoltrate fino a Termini. Dopo la decisione delle FS di sopprimere la vecchia Roma Porta Maggiore e di realizzare nella località San Lorenzo un nuovo e più ampio scalo merci, le SFV si videro costrette a rivedere i progetti originari, facendo partire, poco dopo la fine del piazzale di Porta Maggiore, un raccordo di quasi un chilometro dotato di una stazione terminale per il traffico merci e passeggeri, che raggiungeva il nuovo scalo FS.
Dopo le varie controversie sul tracciato da Porta Maggiore a Roma, la stazione venne inaugurata contestualmente con il primo troncone della linea, il 12 giugno 1916.
La diramazione per San Lorenzo venne inaugurata il 10 settembre 1917 sulla base di un progetto approvato a settembre 1916. Lo scalo merci venne raccordato inizialmente lato Roma all'altezza di Porta Maggiore mediante un binario lungo quasi un chilometro, che implicava inevitabilmente un regresso fino a Roma Laziali dei convogli diretti allo scalo; solo nel 1931, a causa di modifiche richieste dalle allora tranvie del Governatorato, l'allaccio venne modificato e posto lato Frosinone per evitare il regresso.
Nel novembre del 1923 venne quasi completato il raddoppio tra la stazione originaria di Roma e la stazione, divenendo così una stazione di passaggio dal singolo al doppio binario; venne completato definitivamente durante il 1932, lasciando a binario unico il tratto residuo Porta Maggiore-Ponte Casilino. I lavori per quest'ultima breve tratta iniziarono nella seconda metà degli anni '50 e tra giugno e settembre del 1957 venne attivato il nuovo tracciato comprendente un piccolo tratto a binari interlacciati; contestualmente la stazione venne declassata a fermata a causa dell'eliminazione del deviatoio di immissione nel binario di raddoppio del tratto Porta Maggiore-Roma Laziali.
La soppressione del raccordo di San Lorenzo, quest'ultimo impianto riservato negli ultimi anni al solo servizio merci, risale al 1º gennaio 1956 con ordine di servizio del gestore dell'infrastruttura mentre nel 1955 veniva già asportato il deviatoio a Porta Maggiore in occasione dei lavori di sistemazione della fermata.

## Strutture e impianti
La fermata, "divisa" dalle antiche cinta murarie romane poste alla chilometrica 1+561,42 della linea, progressiva che viene ripresa anche dalla stessa fermata, dispone di tre banchine che costeggiano i due binari di corsa, due ai lati e la principale ad isola. Dispone dei soli due binari passanti della linea ed è delimitata da entrambi i lati dai due attraversamenti con la rete tranviaria di Roma. Lato Giardinetti, dopo l'attraversamento a raso tranviario e stradale, è presente una piccola banchina utilizzata in caso il tratto di linea fino a Roma Laziali sia inutilizzabile per non creare intralcio alla circolazione stradale e tranviaria.

## Movimento
La fermata, dalla soppressione del raccordo con San Lorenzo, è interessata dal solo traffico viaggiatori e dalla soppressione dell'ultimo tratto extraurbano dal solo traffico urbano della linea.

## Interscambi

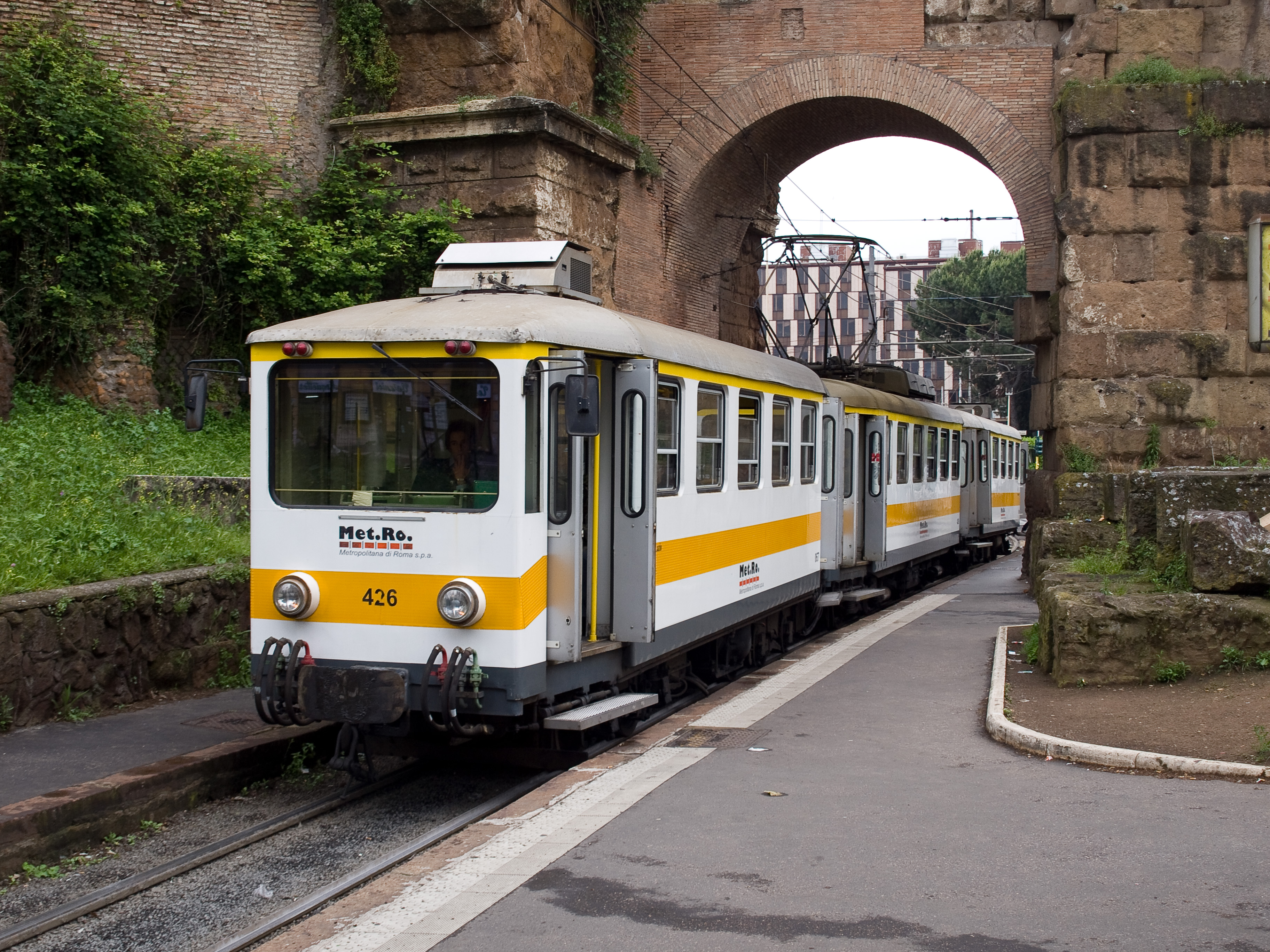
Il convoglio 426 presso la fermata il 19 maggio 2010, ancora sotto la gestione della Met.Ro.

La fermata offre i seguenti interscambi:
- Fermata tram (Porta Maggiore, linee 2, 3, 5, 8, 14, 19)